# نهر رونوك
نهر رونوك (بالإنجليزية: Roanoke River)‏ يمتد على طول يقدر بنحو 410 ميل (660 كـم). عبر جنوب فيرجينيا وشمال شرق ولاية كارولينا الشمالية في الولايات المتحدة. نهر رئيسي في جنوب شرق الولايات المتحدة يستنزف منطقة ريفية إلى حد كبير من السهل الساحلي من الحافة الشرقية لجبال الأبلاش جنوب شرق عبر بيدمونت إلى ألبيمارل ساوند. كان نهرًا مهمًا طوال تاريخ الولايات المتحدة وكان موقعًا للاستيطان المبكر في مستعمرة فيرجينيا وكارولينا كولوني. 81 ميل (130 كـم) القسم. من مساره السفلي في فيرجينيا بين بحيرة ستونتون كما هو واضح في مدينة وادي شيناندواه بهذا الاسم. يحجز على طول مساره الأوسط ليشكل سلسلة من الخزانات.